# Ведуджо-кон-Кольцано
Ведуджо-кон-Кольцано (італ. Veduggio con Colzano) — муніципалітет в Італії, у регіоні Ломбардія, провінція Монца і Бріанца.
Ведуджо-кон-Кольцано розташоване на відстані близько 500 км на північний захід від Рима, 31 км на північ від Мілана, 17 км на північ від Монци.
Населення — 4443 особи (2014).

## Демографія
Населення за роками:

Станом на 1 січня 2023 року в муніципалітеті офіційно проживало 245 іноземців з 28 країн, серед них 41 громадянин країн Євросоюзу та 25 громадян України.

## Сусідні муніципалітети
- Бріоско
- Кассаго-Бріанца
- Інвериго
- Нібйонно
- Ренате